# 纽伯里 (伯克郡)
纽伯里（英語：Newbury）是英国英格兰伯克郡的一个镇，位於肯尼特河河谷，是西伯克郡的行政中心。沃达丰英国和Micro Focus的總部位於此地。

## 友好城市
- 德国布劳恩费尔斯
- 法國 塞兹河畔巴尼奥勒
- 比利时埃克洛
- 義大利费尔特雷